# Can Caralt (Mataró)
Can Caralt és una obra de Mataró (Maresme) protegida com a Bé Cultural d'Interès Local.

## Descripció
Casal en cantonada de planta baixa i dues plantes pis. Ha estat molt transformat al llarg del temps. Als baixos es conserva encara un portal de pedra amb arc escarser. Al primer i segon pis, balcons els del primer amb enreixat de forja i rajoles vidriades.
Destaca l'escut nobiliari sota el balcó del primer pis de la plaça Gran i el finestral gòtic del primer pis de Santa Maria.
La façana té un esgrafiat.
S'han inclòs en aquesta fitxa les cases número 7 i 7 bis del carrer de Santa Maria.

## Història
Casal del segle xvii habitat el segle xix per la família Caralt, amb restes gòtiques a la façana del carrer de Santa Maria.